# Turistická značená trasa 1862
Turistická značená trasa 1862  je modrá trasa Klubu českých turistů určená pro pěší turistiku vedená u města Dvůr Králové nad Labem v Královéhradeckém kraji v okrese Trutnov. Délka je 6 km.
| Km  | bod                         | navazující, křižující trasy | souřadnice                        | nadm. výška |
| 0   | Dvůr Králové nad Labem, BUS | 0426, 0427, 1820, 7288      | 50°25′45″ s. š., 15°49′2″ v. d.*  | 290 m *     |
| 2   | Dvůr Králové žst.           | 4245, 7375                  | 50°24′53″ s. š., 15°47′50″ v. d.* | 325 m *     |
|     | Dvůr Králové - nad žst.     | 4245, 7375                  | 50°24′54″ s. š., 15°47′35″ v. d.* | 350 m *     |
| 3,5 | Zálesí                      | 4245                        | 50°24′55″ s. š., 15°46′44″ v. d.* | 445 m *     |
|     | Čertovy hrady               |                             | 50°25′30″ s. š., 15°45′42″ v. d.* | 420 m *     |
| 6   | Zátluky                     | 4245                        | 50°25′16″ s. š., 15°45′6″ v. d.*  | 410 m *     |

* přibližný údaj